# Plumularia orientalis
Plumularia orientalis is een hydroïdpoliep uit de familie Plumulariidae. De poliep komt uit het geslacht Plumularia. Plumularia orientalis werd in 1911 voor het eerst wetenschappelijk beschreven door Billard. 